# Solvência
Solvência, em finanças e contabilidade, é o estado do devedor que possui seu ativo maior do que o passivo, ou  a sua capacidade de cumprir os compromissos com os recursos que constituem seu patrimônio ou seu ativo. Portanto, do ponto de vista econômico, uma empresa é solvente quando está em condições de fazer frente a suas obrigações correntes e ainda apresentar uma situação patrimonial e uma expectativa de lucros que garantam sua sobrevivência no futuro.
Na estrutura econômico-financeira da empresa deve haver uma certa coerência entre a natureza dos investimentos e a origem dos recursos financeiros. A prudência e a lógica aconselham que os investimentos de longo prazo sejam financiados por capitais permanentes (capital + reservas + obrigações de médio e longo prazo). Nunca uma dívida de curto prazo deve financiar um bem imobilizado.
Os capitais permanentes não só devem financiar o ativo fixo, mas também uma parte do ativo circulante. A parte do ativo Circulante financiada com capitais permanentes constitui o chamado Capital de Giro. O excesso de capital permanente sobre o ativo fixo, que é o capital de giro, constitui uma margem de garantia ou de segurança (solvência) financeira que permite compensar os desajustes entre os fluxos financeiros de entrada e saída provocados pelo ciclo operacional.

## Índices de solvência
- Índice de solvência geral = Ativo Total

Exigível Total

### Solvência a curto prazo
Os índices de solvência a curto prazo referem-se ao nível de liquidez de uma empresa, ou seja, à sua capacidade de honrar compromissos de curto prazo, e basicamente relacionam  ativo  e passivo  circulantes.
- Liquidez Geral = (Ativo circulante + Realizável a L.P.) / (Passivo circulante + Exigível a L.P.)

- Índice de Liquidez Corrente = Ativo circulante

Passivo circulante
- Índice de Liquidez Seca = Ativo Circulante - Estoques - Despesas do exercício seguinte

Passivo circulante

### Solvência a longo prazo
Os índices de solvência a longo prazo medem a capacidade da empresa de honrar seus compromissos de longo prazo. ou em que medida uma empresa usa financiamento de dívidas em lugar de financiamento com capital próprio (patrimônio líquido). Em tese, quanto maior a dívida maior a probabilidade do default. Assim, esses índices podem também ser indicadores de risco de insolvência.
Índice de Endividamento Geral= Ativo total - Patrimônio Líquido
Ativo Total
O índice cobertura de juros mede a capacidade da empresa de cobrir suas obrigações de juros.
Índice de Cobertura de Juros= Lucro antes do pagamento de juros e impostos
Juros
Índice de Cobertura de Caixa= Lucro antes do pagamento de juros e impostos + Depreciação
Juros
Segundo especialistas, o índice de cobertura de caixa é o melhor indicador da capacidade da empresa de  fazer frente aos encargos financeiros resultantes do endividamento. Esse índice apresenta as seguintes vantagens:
1. mede a capacidade da empresa de honrar suas dívidas passadas;
2. permite avaliar a qualidade do endividamento passado. Se a dívida permitiu aumento de rentabilidade (através de investimentos que geraram redução de custos ou aumento de faturamento), o índice de cobertura de caixa aumenta, isto é, melhora;
3. ao proporcionar melhor aferição da qualidade dos gastos, pode contribuir para melhorar as condições de captação de recursos pela empresa, pois o índice revela aos analistas de crédito se a empresa sabe  como investir.

Considera-se saudável uma empresa opere com cobertura de caixa > três, isto é, que ela seja capaz de gerar caixa equivalente a pelo menos três vezes o valor dos encargos financeiros.